# Alba argentina
Alba argentina è un album della cantante italiana Rossana Casale, pubblicato dall'etichetta discografica CGD nel 1993.
Tra i brani sono presenti Gli amori diversi, eseguito in duetto con Grazia Di Michele e terzo classificato nella sezione "Campioni" del Festival di Sanremo 1993, e Difendi questo amore, partecipante al Festival italiano.

## Tracce
1. Arcobaleno
2. Alba argentina
3. Semplice
4. Gli amori diversi (con Grazia Di Michele)
5. Tempo perduto
6. Davvero propizio il giorno per il toro e il capricorno (con Giorgio Conte)
7. L'inganno
8. Difendi questo amore
9. Cuori di tenebra
10. Di canti e silenzi
11. Il tempio

## Formazione
- Rossana Casale – voce, cori
- Maxx Furian – batteria
- Lucio Fabbri – chitarra elettrica, cori, pianoforte, organo Hammond, basso, tastiera, viola, violino
- Giovanni Imparato – percussioni, cori, congas
- Vittorio Cosma – tastiera, pianoforte
- Gianni Coscia – fisarmonica
- Andrea Zuppini – chitarra
- Gabriele Cicognani – basso
- Lele Melotti – batteria
- Faso – basso
- Candelo Cabezas – percussioni, congas
- Ivano Avesani – basso
- Elio Rivagli – batteria, congas
- Flavio Scopaz – basso
- Francesco Saverio Porciello – chitarra acustica
- Maurizio Fabrizio – chitarra
- Luciano Milanese – basso
- Cecilia Recchia – viola
- Carlo Alberto Toppan – violino
- Marco Fasoli – violino
- Dino Quarleri – violoncello
- Demo Morselli – tromba, flicorno
- Mauro Parodi – trombone
- Amedeo Bianchi – sassofono tenore, sassofono soprano
- Claudio Pascoli – sassofono tenore, sassofono baritono, flauto
- Michael Rosen – sassofono tenore, sassofono soprano
- Marco Casale, Alex Baroni, Grazia Di Michele, Tosca – cori